# Giovanni Paolo Pannini
Giovanni Paolo Pannini lub Panini (ur. 17 czerwca 1691 w Piacenzy, zm. 21 października 1765 w Rzymie) – włoski malarz i architekt, znany przede wszystkim z wedut Rzymu.

## Życiorys
Pannini w 1711 opuścił rodzinną Piacenzę i udał się do Rzymu, gdzie studiował rysunek u Benedetta Lutiego i stał się sławny jako dekorator pałaców, takich jak Villa Patrizi (1718–1725) czy Palazzo de Carolis (1720).
W 1719 przystąpił do Congregazione dei Virtuosi al Pantheon. Wykładał na rzymskiej Akademii Świętego Łukasza oraz Académie de France. Wywierał wpływ na prace takich twórców jak: Jean-Honoré Fragonard, Hubert Robert, Francesco Panini (jego syn), Antonio Joli, Canaletto i Bernardo Bellotto.
Artysta zajmował się początkowo malarstwem dekoracyjnym, później przedstawiał publiczne ceremonie, przyjęcia i orszaki. Jego monumentalne prace odznaczają się jasną, świetlistą kolorystyką i drobnym sztafażem o ubocznym znaczeniu.

## Galeria obrazów

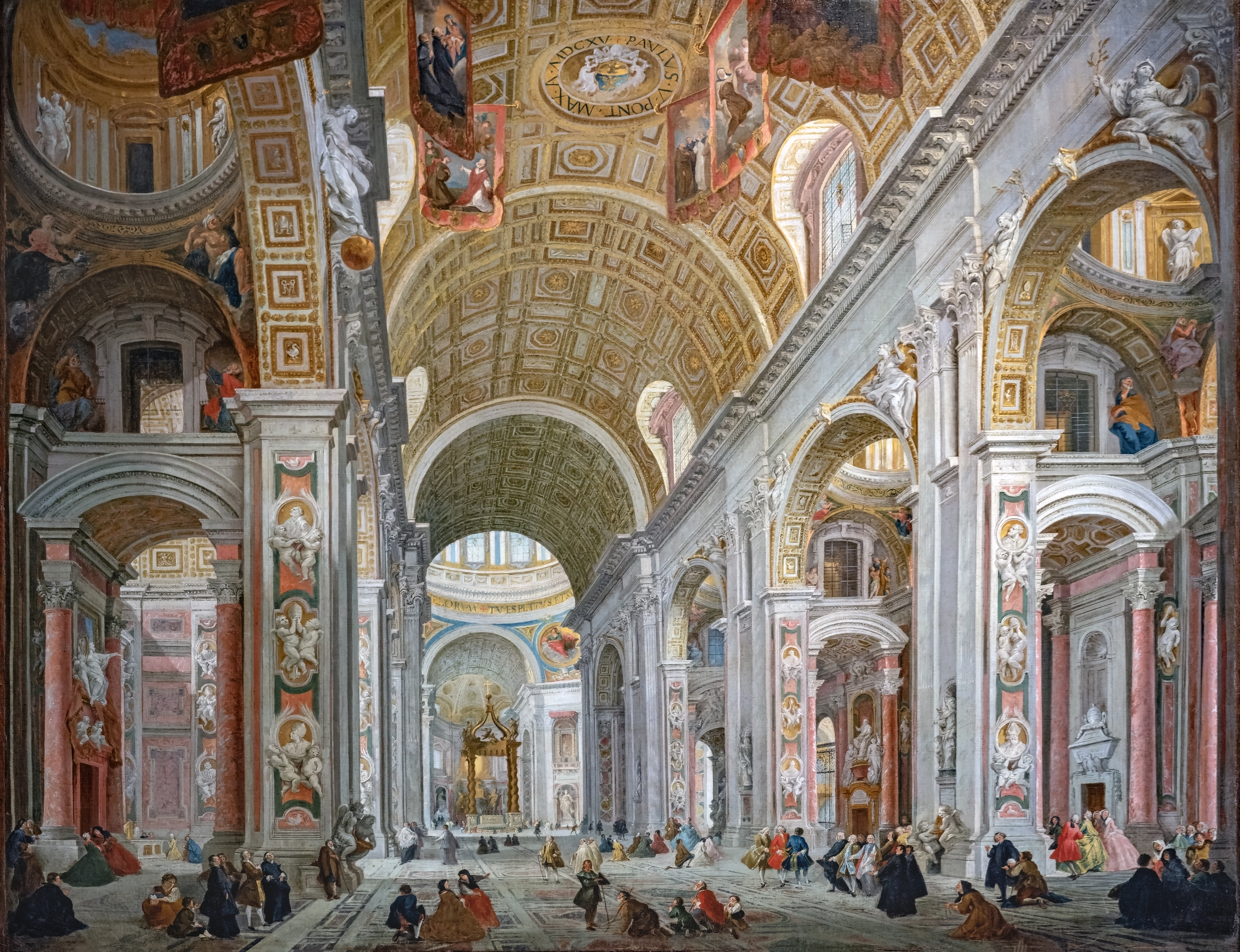
Bazylika św. Piotra na Watykanie
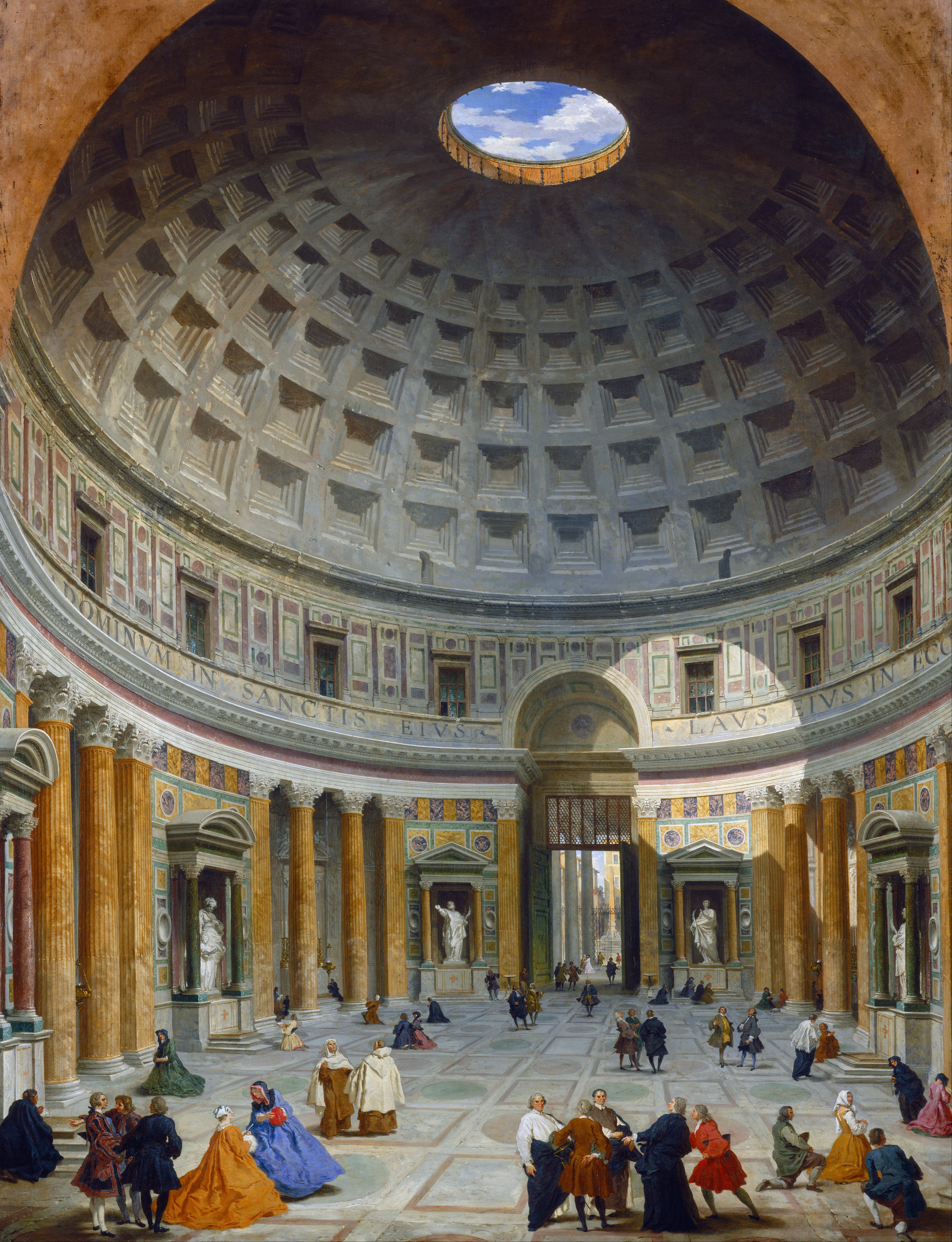
Wejście do Panteonu w Rzymie, Waszyngton National Gallery of Art
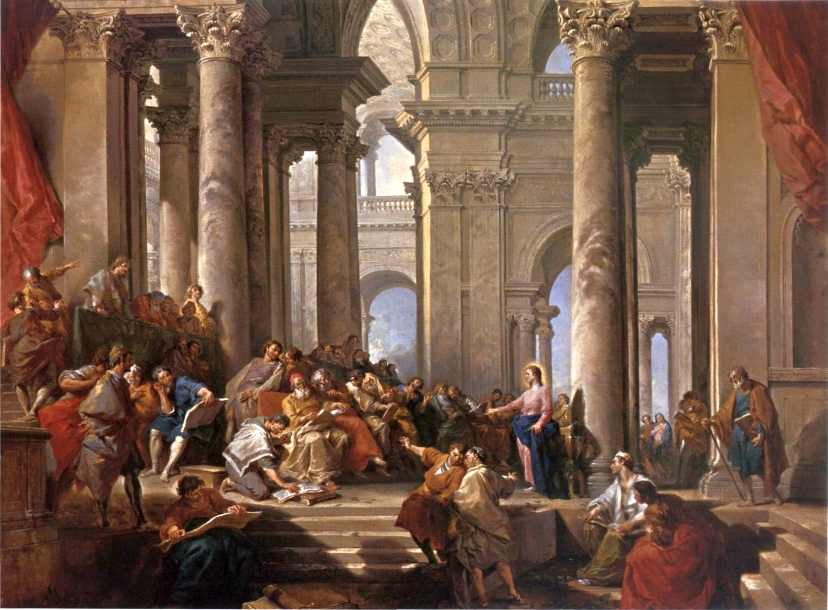
Chrystus wśród doktorów (1743), Muzeum Narodowe w Warszawie
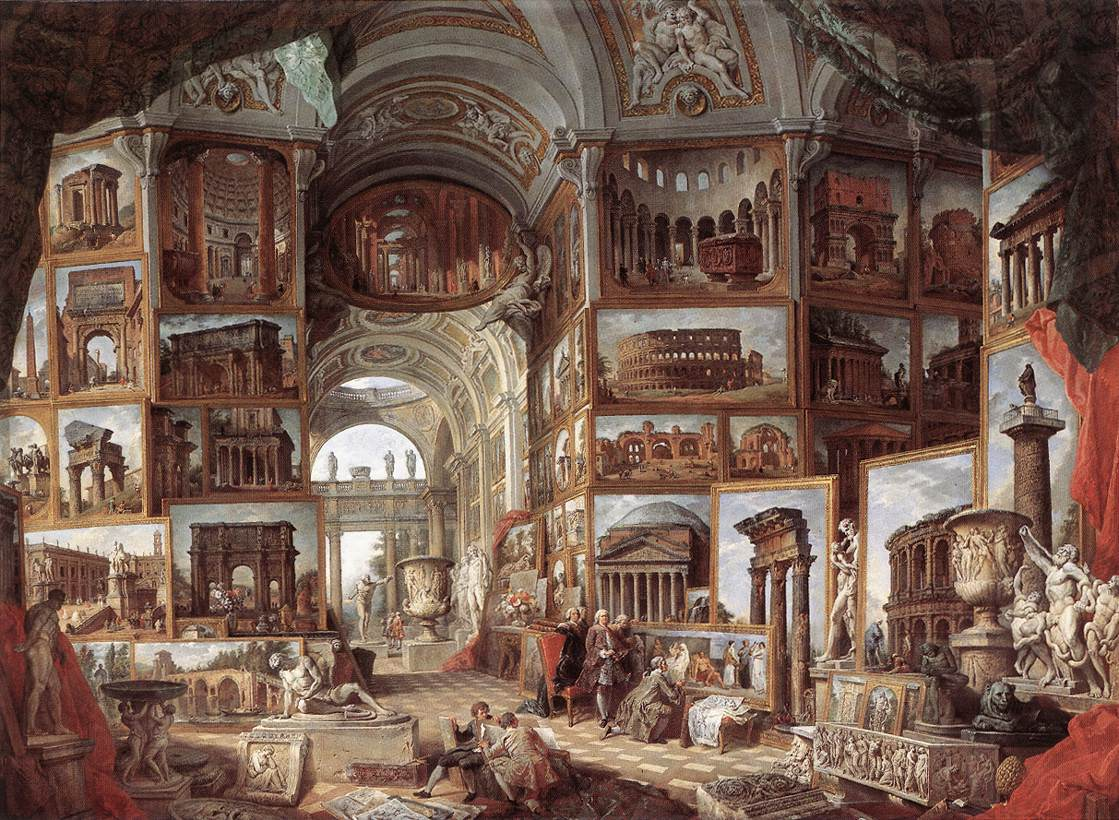
Rzymskie ruiny i rzeźby (1758), Stuttgart Staatsgalerie Stuttgart
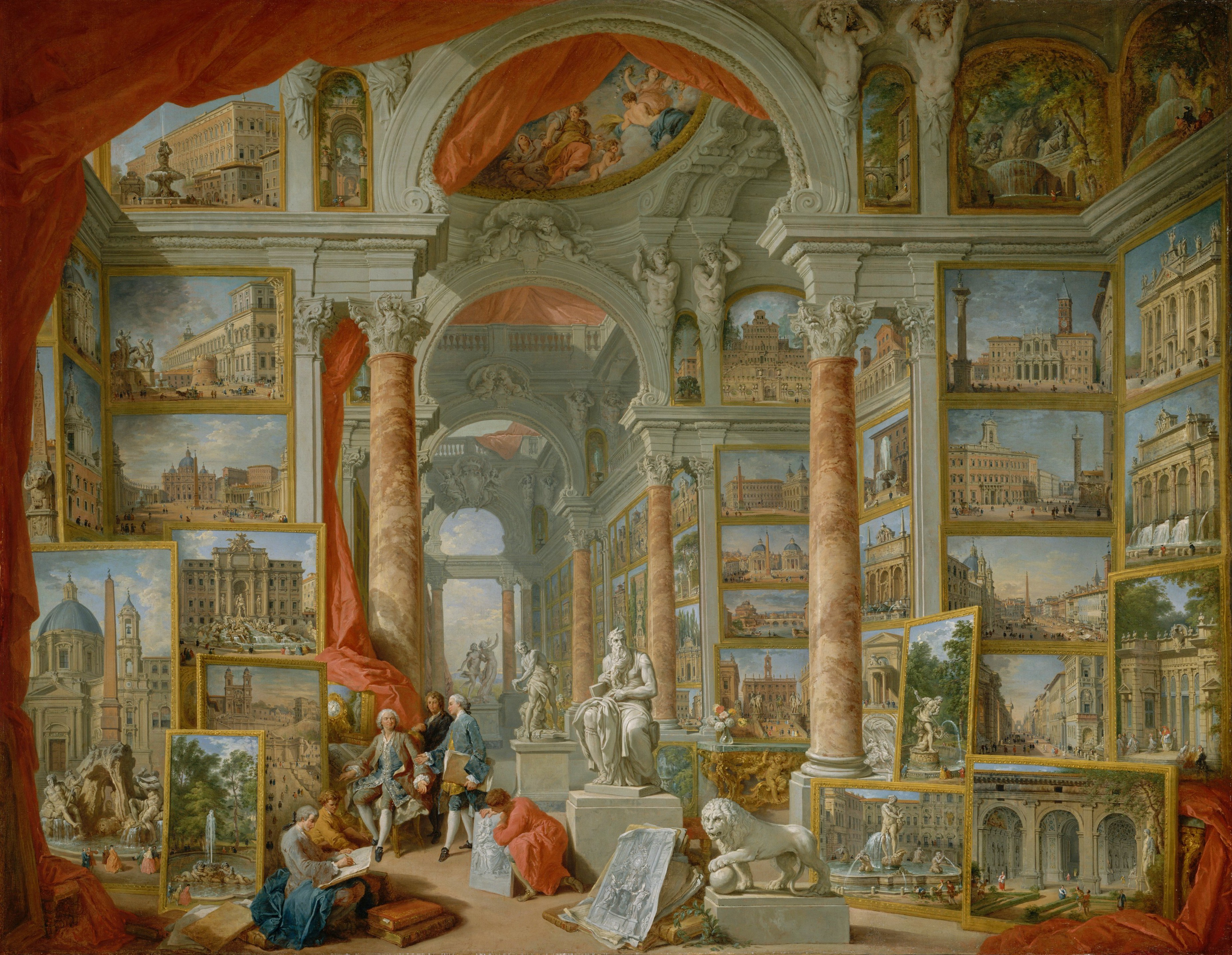
Galeria obrazów z widokami Rzymu (1759), Boston Museum of Fine Arts